# ミュンヘン市電S形電車
S形は、ドイツ・ミュンヘンの路面電車であるミュンヘン市電で使用されている電車。車内全体がバリアフリーに適した低床構造となっている5車体連接車で、2009年から営業運転を開始したが、その後構造上の欠陥による幾度かの運行停止に見舞われた。

## 概要

### 導入までの経緯
ミュンヘン市電には1991年以降、ブレーメン形と呼ばれる超低床電車（R形）の導入が継続して行われ、路線の近代化に加えて老朽化した旧型電車（P形）の置き換えを進めていた。2000年代初頭、最後に残ったP形の置き換えのため、ミュンヘン交通会社はニュルンベルクで路面電車（ニュルンベルク市電）を運営するニュルンベルク公共交通会社（VAG）と共に新型電車を共同発注する計画を立てたが、既にブレーメン形の生産が終了していた事に加えて価格面で有利だった事もあり、2005年に両社はバリオバーン（Variobahn）の発注を実施した。そのうちミュンヘン市電向けに製造された車両がS形である。
バリオバーンは車内にバリアフリーに適した低床構造を含む路面電車車両のブランドで、2022年現在はスイスのシュタッドラー・レールによって世界各地への展開が行われている。そのうちミュンヘン市電に導入されたS形は車内全体が床上高さ350 mm（乗降扉付近は300 mm）の100 %低床構造を有した片運転台の5車体連接車である。車体の設計にあたってはモジュール構造を採用しており、ステンレス鋼製の車体を含めて衝突事故などの車体破損時のメンテナンスコストの削減が図られている。その中で、全面形状や車内レイアウトについてはミュンヘン交通会社側からの要望に応えた独自のデザインとなっており、右側面に存在する乗降扉には車椅子用のリフトや収納式スロープが設置されている。また、S形には充電池が搭載されており、短い区間なら架線からの電力供給なしでの走行が可能である。

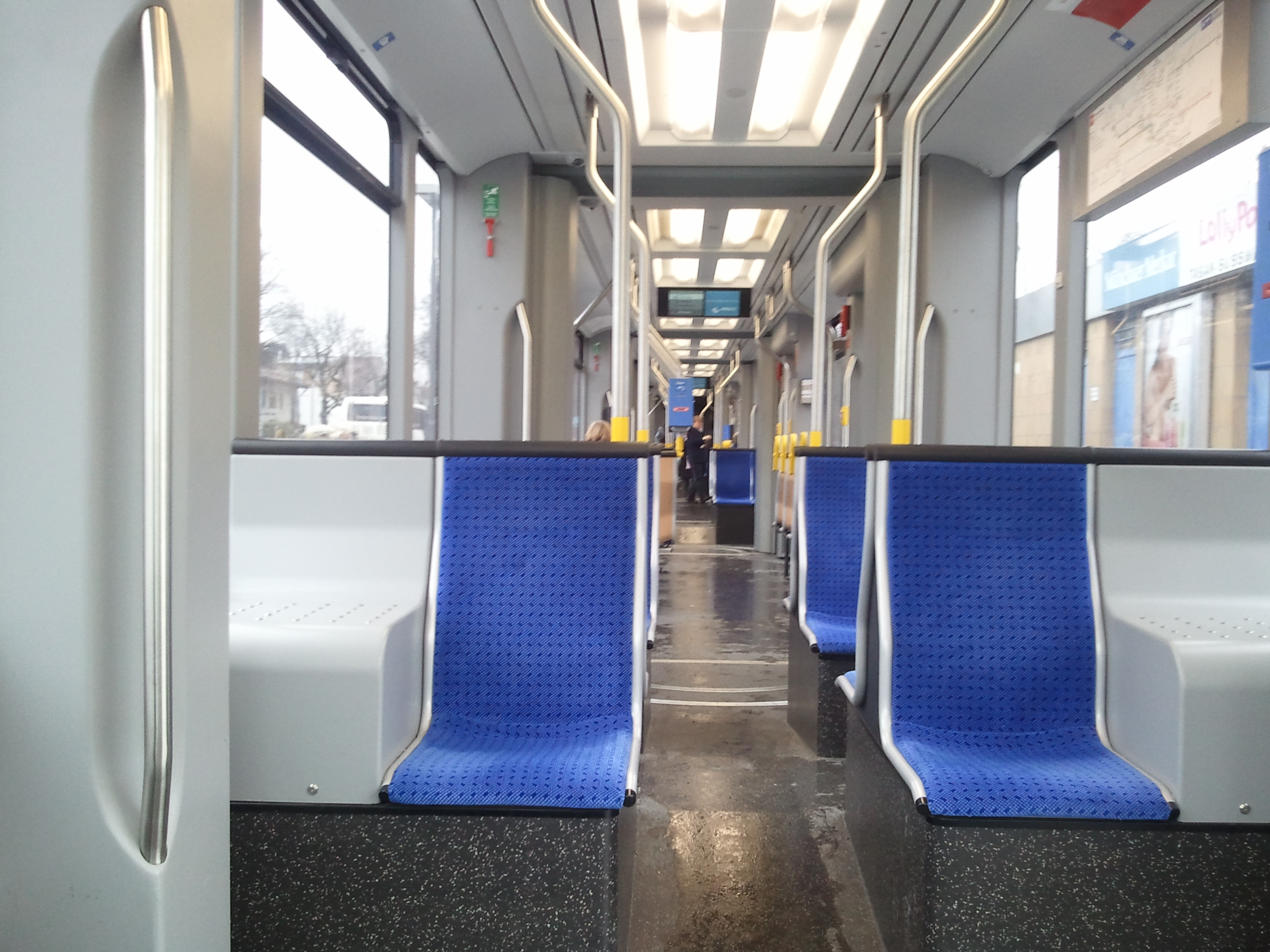
車内（2012年撮影）
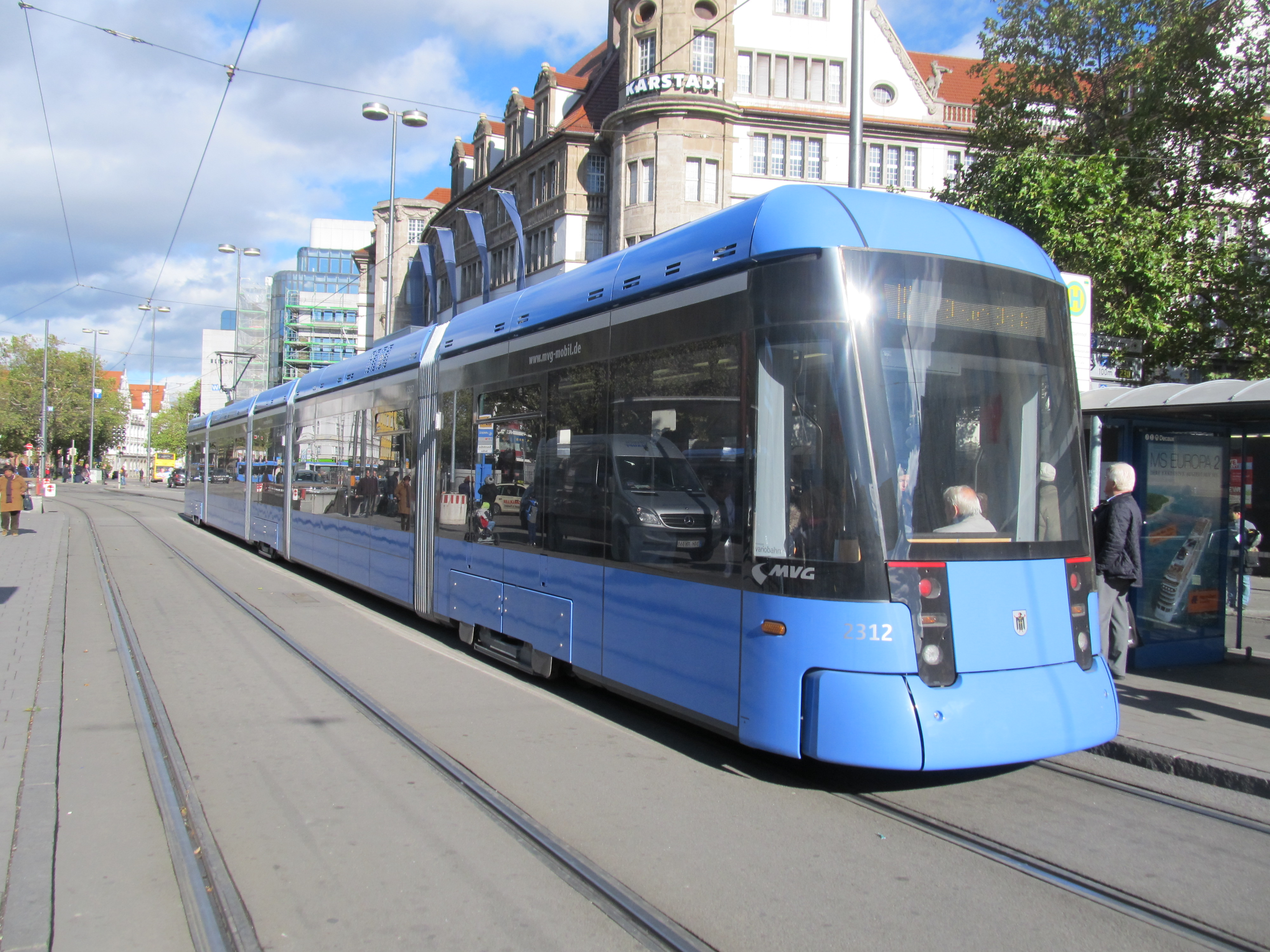
後方（2012年撮影）
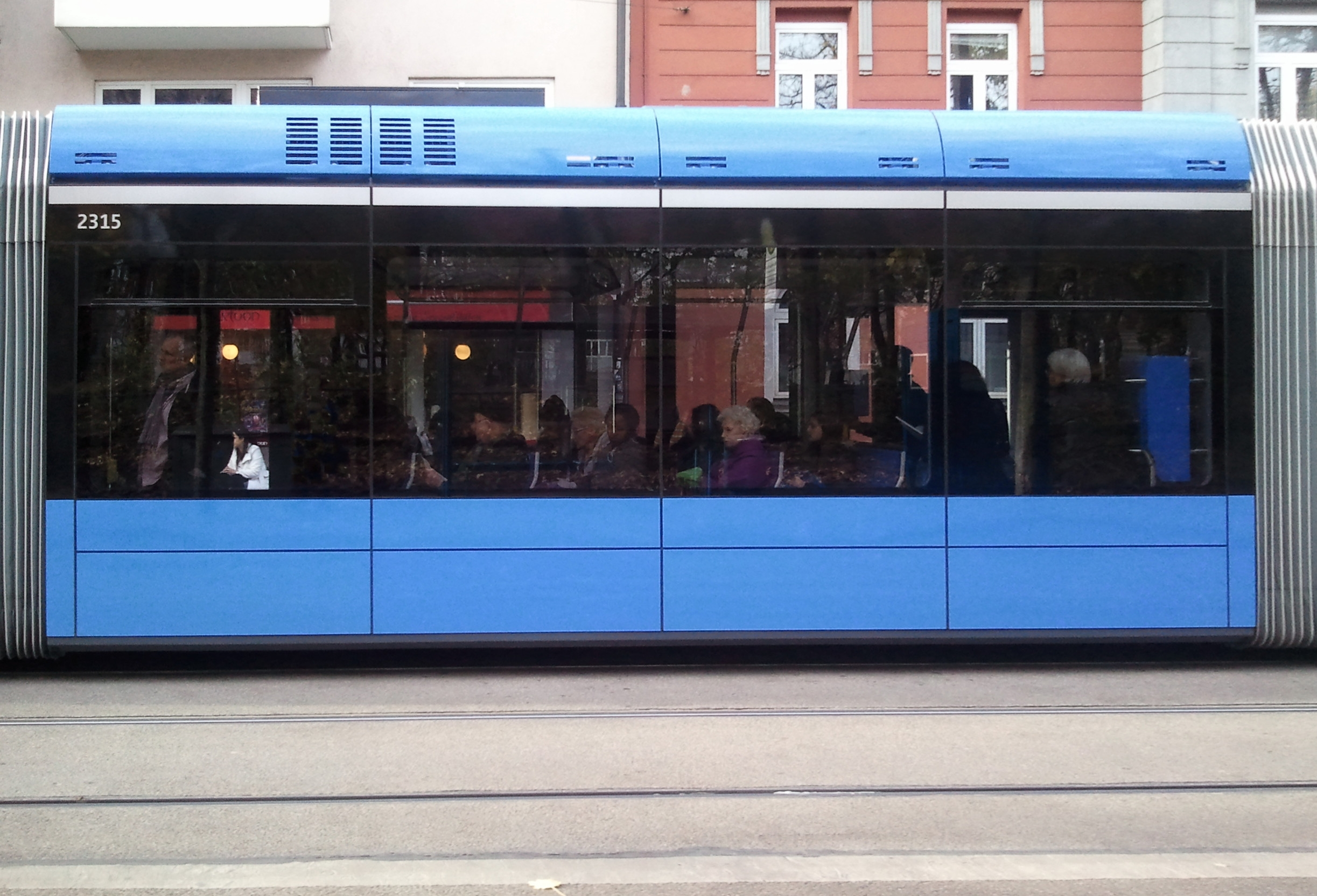
中間車体の一部は台車がないフローティング車体となっている（2012年撮影）

## 運用
S形は2005年に発注した4両に加えて2008年にも10両の追加発注が実施されており、合計14両がミュンヘン市電に導入さた。そのうち2005年発注分の車両（2301 - 2304）はS1.4形、2008年発注分の車両（2311 - 2320）はS1.5形と呼ばれる場合もある。
最初の車両となった2301は2008年のイノトランスでの展示を経て2009年3月11日にミュンヘンに到着し、3月19日から営業運転を開始した。その後、営業運転に関する承認の遅れから一時的に運用を離脱する事態も起きたものの、2012年までに全14両の納入が完了した。
だが、同年にS形の台車に使用されている弾性車輪について、ゴム部分に構造上の欠陥が要因となった連続的な損傷が発見された。そのため同年に予定されていた営業運転への最終承認は中止され、全車ともシュタッドラーの工場で修繕を受ける事となり、旧型車両（P形）の置き換えの延期や一部列車の運休、それに伴う代行バスの設定といった影響が生じた。その後、乗降扉の稼働や空調システムのソフトウェア変更なども経て2013年以降S形は営業運転に復帰したが、この事態を受けてミュンヘン交通会社はオプション分の発注をキャンセルし、以降の車両増備はシーメンスが展開する路面電車車両ブランドのアヴェニオ（T形）によって行われている。
その後も2014年に台枠下部に溶接工程における欠陥を要因とした亀裂が発見され、この損傷が確認されなかった車両も含め全車両が再度運用を離脱する事態となったが、翌2015年5月に後述する1両（2301）を除いた全車両が運行を再開しており、それ以降は構造上の欠陥を起因としたトラブルは発生していない。

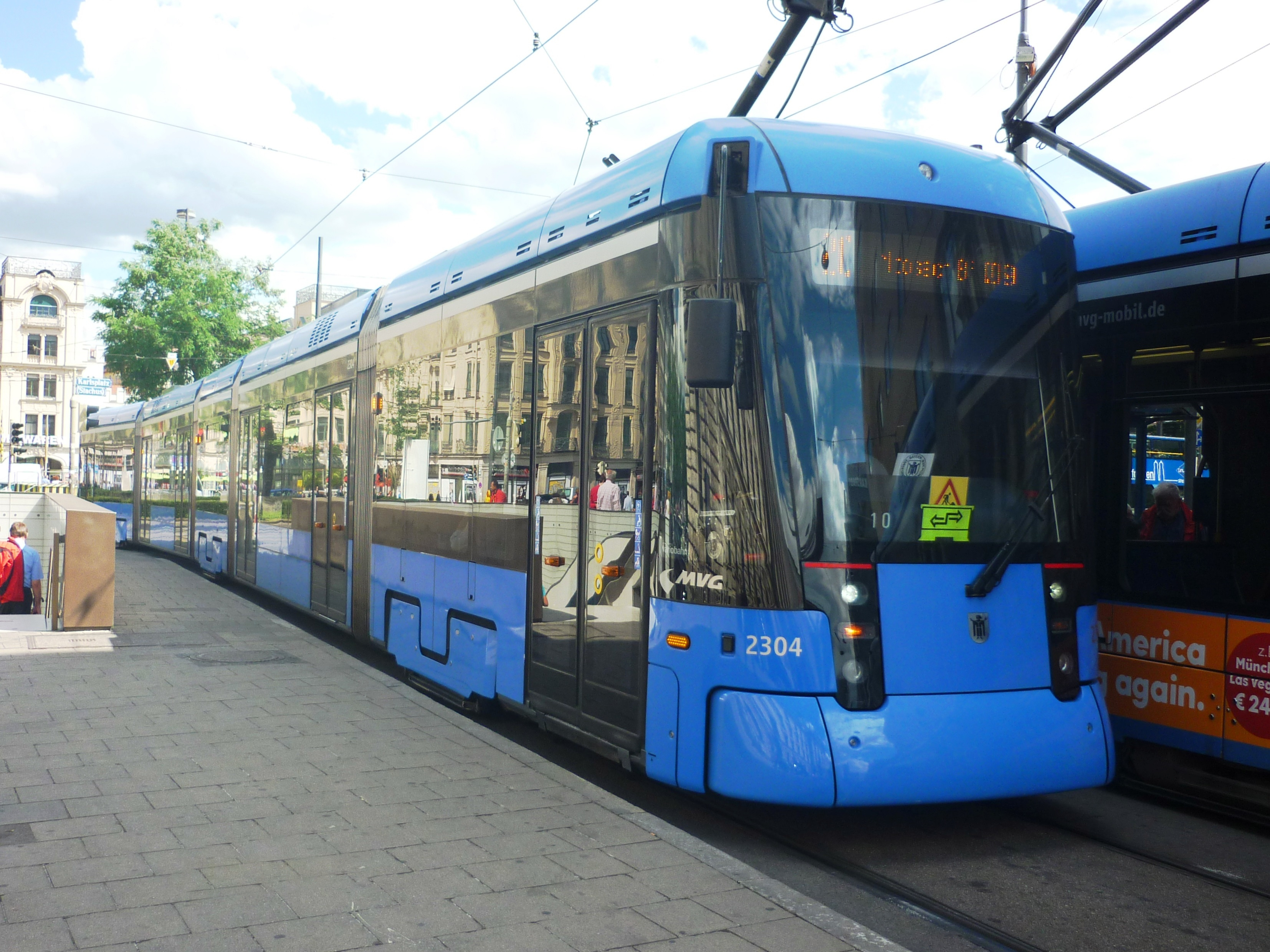
2304（2017年撮影）
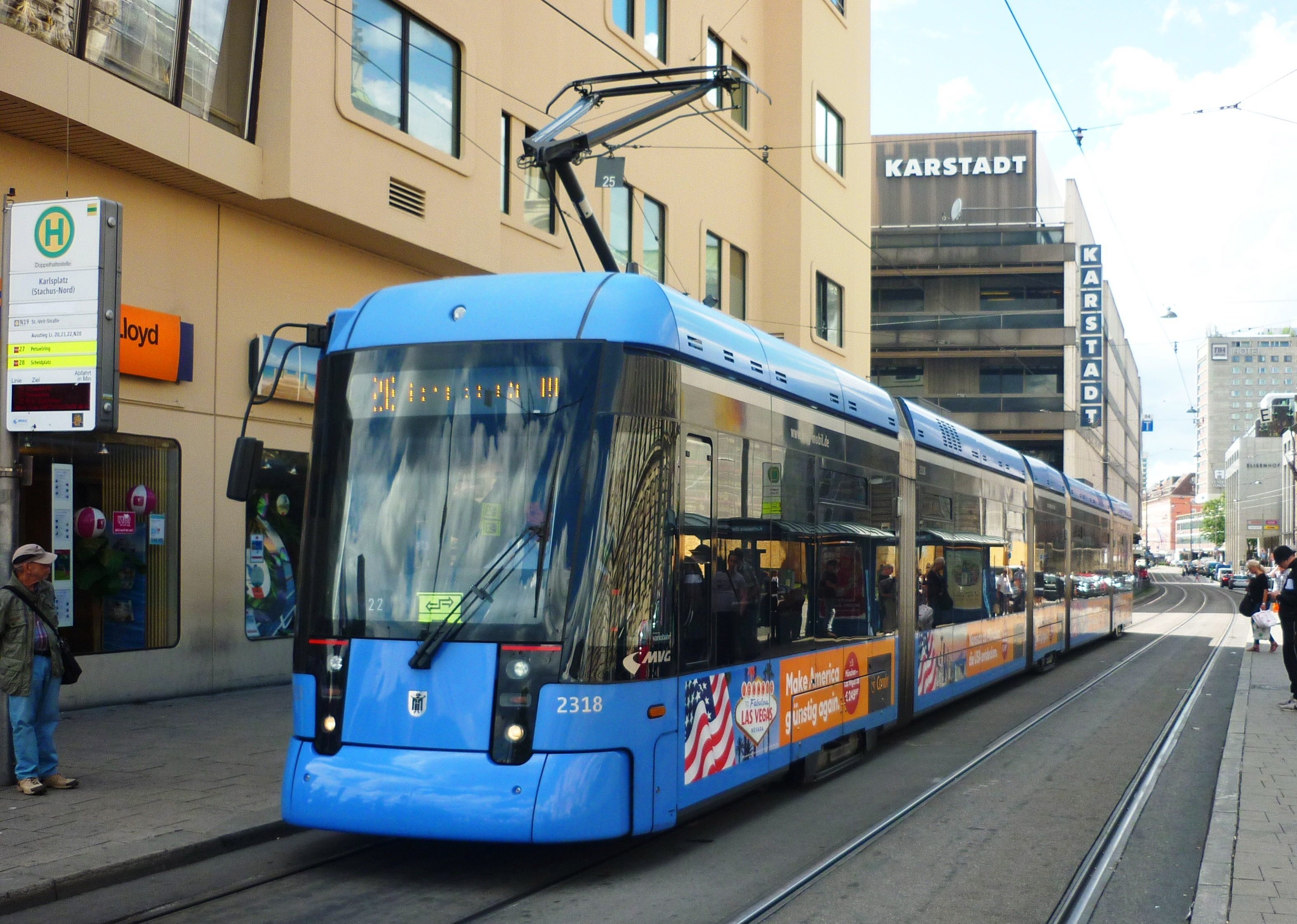
2318（2017年撮影）

## その他
S形のうち、トップナンバーである2301については2010年に事故により営業運転を離脱した後、将来的なミュンヘン市電への架線レス区間導入を視野に入れた試験車両に選ばれ、2011年にベルリン・パンコウ区にあるシュタッドラーの工場へ輸送された。その後、修理および高容量の充電池への交換を経て、同年5月25日に同工場の試験線において架線からの集電なしで16 kmの継続走行記録を樹立し、当時のギネスブックにも認定された。ただし、その特殊な仕様故にミュンヘン市電への返還後も営業運転の認可が長期にわたって下りず、復帰したのは2015年7月となった。